# Landkreis Wismar
| Basisdaten            | Basisdaten    |
| --------------------- | ------------- |
| Bestandszeitraum      | 1933–1952     |
| Verwaltungssitz       | Wismar        |
| Einwohner             | 46.347 (1939) |
| Gemeinden             | 114 (1939)    |
| Karte von Mecklenburg |               |
|                       |               |

Der Landkreis Wismar war von 1933 bis 1952 ein Landkreis in Mecklenburg. Der Kreissitz befand sich in Wismar. Das Kreisgebiet gehört heute zu den Landkreisen Nordwestmecklenburg, Parchim und Bad Doberan in Mecklenburg-Vorpommern.

## Geschichte
Das Amt Wismar wurde 1925 in Mecklenburg-Schwerin aus dem alten Amt Wismar und dem Amt Warin gebildet. 1933 wurde aus dem Amt Wismar der Kreis Wismar. Die Stadt Wismar blieb kreisfrei. Mecklenburg-Schwerin wurde mit Mecklenburg-Strelitz 1934 zu einem Land Mecklenburg vereinigt. Am 1. April 1938 wechselte die Gemeinde Hohen Pritz aus dem Kreis Wismar in den Kreis Parchim.
Nach dem Zweiten Weltkrieg wurde die Bezeichnung des Kreises in Landkreis Wismar geändert. Der Landkreis gehörte nun zum Land Mecklenburg-Vorpommern in der Sowjetischen Besatzungszone. Der Name des Landes wurde 1947 in Mecklenburg geändert. Seit 1949 gehörte es zur DDR.
Am 1. Juli 1950 wechselte die Gemeinde Hohen Pritz aus dem Landkreis Parchim zurück in den Landkreis Wismar. Gleichzeitig schieden die Gemeinden Redentin Dorf und Vor Wendorf aus dem Landkreis aus und wurden in die kreisfreie Stadt Wismar eingemeindet. Am 1. Oktober 1951 wechselten die drei Gemeinden Borkow, Groß Raden und Mustin aus dem Landkreis Güstrow in den Landkreis Wismar.
Bei der Gebietsreform von 1952 wurde eine neue Kreisstruktur geschaffen:
- Der Nordostteil des Landkreises mit den Städten Neubukow und Rerik sowie den Gemeinden Alt Bukow, Jörnstorf, Kamin, Kirch Mulsow, Krempin, Neu Karin, Pepelow, Rakow, Ravensberg, Roggow, Sandhagen, Wendelstorf, Westenbrügge und Zweedorf kam zum Kreis Bad Doberan.
- Der Südteil des Landkreises mit den Städten Brüel, Sternberg und Warin sowie den Gemeinden Bibow, Blankenberg, Borkow, Büschow, Dabel, Groß Görnow, Groß Raden, Gustävel, Hohen Pritz, Jesendorf, Jülchendorf, Kaarz, Kobrow, Kuhlen, Kukuk, Langen Jarchow, Mankmoos, Müsselmow, Mustin, Neuhof b. Warin, Pastin, Sülten, Thurow, Ventschow, Wamckow, Wendorf, Witzin, Zahrensdorf und Zaschendorf kam zum Kreis Sternberg.

- Das Kerngebiet des Landkreises bestand als Kreis Wismar-Land fort.
- Der Kreis Sternberg wurden dem Bezirk Schwerin zugeordnet und die Kreise Wismar-Land sowie Bad Doberan dem Bezirk Rostock.

## Politik

### Landdroste
1921–1923 Georg von Prollius († 1924)
1923–1928 Adolf Wildfang

### Amtshauptmänner/Landräte
1921–1932 August Brinkmann
1932–1941 Walter Schumann
1941–1945 Gerhard Wandschneider

## Einwohnerentwicklung
| Einwohner | 1925 (Amt) | 1933   | 1939   | 1946   |
| --------- | ---------- | ------ | ------ | ------ |
|           | 47.584     | 43.556 | 46.347 | 86.949 |

Die Einwohnerzahlen der Städte des Landkreises im Jahre 1939:
| Brüel      | 2.201 |
| Neubukow   | 2.279 |
| Neukloster | 2.531 |
| Rerik      | 4.855 |
| Sternberg  | 2.851 |
| Warin      | 2.262 |

## Städte und Gemeinden

### Stand 1939
Nach zahlreichen Eingemeindungen im Verlauf der 1930er Jahre umfasste der Landkreis Wismar 1939 sechs Städte und 108 weitere Gemeinden:
| - Alt Bukow - Bäbelin - Babst - Bad Kleinen - Bantow - Barnekow - Beckerwitz - Beidendorf - Benz - Bibow - Biendorf - Blankenberg - Blowatz - Boiensdorf - Brüel, Stadt - Büschow - Dabel - Dessin - Dorf Mecklenburg - Friedrichswalde - Gägelow b. Proseken - Gagzow - Gamehl - Glasin - Goldebee - Groß Görnow - Groß Stieten - Groß Strömkendorf - Groß Tessin | - Groß Woltersdorf - Gustävel - Hohen Niendorf - Hohen Viecheln - Holdorf - Insel Poel - Jesendorf - Jörnstorf - Jülchendorf - Kaarz - Kamin - Kirch Mulsow - Klein Görnow - Kleinrambow - Kletzin - Kobrow - Kölpin - Krassow - Krempin - Kritzow - Kuhlen - Kukuk - Langen Jarchow - Lischow - Loiz - Losten - Lübberstorf - Lübow - Lüdersdorf | - Madsow - Mankmoos - Metelsdorf - Moltow - Müsselmow - Neu Karin - Neubukow, Stadt - Neuburg - Neuhof b. Warin - Neukloster, Stadt - Nevern - Nutteln - Panzow - Passee - Pastin - Pennewitt - Pepelow - Perniek - Rakow - Rastorf - Ravensberg - Ravensruh - Reinstorf - Rerik, Stadt - Robertsdorf - Roggow - Rohlstorf - Rothenmoor - Sandhagen | - Schimm - Sternberg, Stadt - Stieten - Stove - Sülten - Teschow - Tessin - Thurow - Tollow - Triwalk - Ventschow - Venzkow - Wamckow - Warin, Stadt - Warnkenhagen - Weitendorf b. Proseken - Wendelstorf - Wendorf - Westenbrügge - Wischuer - Witzin - Zahrensdorf - Zaschendorf - Zierow - Zurow - Züsow - Zweedorf |

### Eingemeindungen
In den 1930er Jahren verlor eine Vielzahl von kleinen Gemeinden ihre Eigenständigkeit:
| - Alt Karin, 1936 zu Neu Karin - Alt Poorstorf, 1936 zu Passee - Blengow, 1938 zu Rerik - Bolland, 1936 zu Neu Karin - Buschmühlen, 1939 zu Rakow - Büttelkow, 1938 zu Wischuer - Clausdorf, 1939 zu Ravensberg - Damekow, 1936 zu Blowatz - Dämelow, 1936 zu Ventschow - Danneborth, 1939 zu Neu Karin - Dreveskirchen, 1936 zu Blowatz - Fahren, 1939 zu Zurow - Farpen, 1938 zu Robertsdorf - Friedrichsdorf, 1936 zu Robertsdorf - Gaarzerhof, 1938 zu Rerik - Gägelow b. Wismar, 1938 zu Dabel - Gamehl, 1934 zu Tatow - Garvensdorf, 1939 zu Klein Mulsow - Gersdorf, 1939 zu Biendorf - Golchen, 1939 zu Thurow - Goldberg, 1936 zu Passee - Greese, 1936 zu Lübow - Groß Nienhagen, 1939 zu Neu Karin - Hagebök, 1938 zu Neuburg - Häven, 1938 zu Langen Jarchow - Jörnstorf, Hof, 1938 zu Jörnstorf - Hohen Wieschendorf, 1938 zu Beckerwitz - Holzendorf, 1938 zu Dabel - Hoppenrade, 1939 zu Losten - Ilow, 1939 zu Madsow - Kahlenberg, 1939 zu Zurow | - Kalsow, 1938 zu Benz - Karow, 1939 zu Dorf Mecklenburg - Kartlow, 1938 zu Neuburg - Keez, 1939 zu Thurow - Kleekamp, 1936 zu Moltow - Klein Labenz, 1938 zu Rothenmoor - Klein Strömkendorf, 1939 zu Pepelow - Klein Warin, 1936 zu Büschow - Klüssendorf, 1938 zu Metelsdorf - Körchow, 1936 zu Sandhagen - Krusenhagen, 1938 zu Gagzow - Lehnenhof, 1938 zu Jörnstorf - Levetzow, 1938 zu Lübow - Lutterstorf, 1938 zu Beidendorf - Malpendorf, 1939 zu Jörnstorf - Mantrow, 1939 zu Teschow - Maßlow, 1939 zu Schimm - Mechelsdorf, 1936 zu Wendelstorf - Moidentin, 1939 zu Kletzin - Moitin, 1939 zu Kamin - Nakenstorf, 1938 zu Reinstorf - Naudin, 1939 zu Rastorf - Necheln, 1938 zu Kaarz - Neperstorf, 1939 zu Jesendorf - Neu Gaarz, 1938 zu Rerik - Neuhof b. Neukloster, 1939 zu Nevern - Niendorf b. Bad Kleinen, 1939 zu Losten - Niendorf b. Blowatz, 1939 zu Stove - Nisbill, 1936 zu Bibow - Parchow, 1936 zu Westenbrügge - Pinnowhof, 1936 zu Glasien | - Poischendorf, 1936 zu Glasien - Questin, 1939 zu Bantow - Rambow, 1938 zu Dorf Mecklenburg - Redentin, Dorf, 1939 zu Wismar 1 - Redentin, Hof, 1939 zu Wismar 1 - Rosenthal, 1936 zu Groß Stieten - Rüggow, 1936 zu Kritzow - Rügkamp, 1937 zu Neukloster - Schmalentin, 1939 zu Kritzow - Schönlage, 1938 zu Gustävel - Spriehusen, 1939 zu Roggow - Steinhagen, 1936 zu Kirch Mulsow - Steinhausen, 1938 zu Neuburg - Strameuß, 1939 zu Groß Tessin - Tempzin, 1938 zu Zahrensdorf - Teplitz, 1936 zu Bäbelin - Trams, 1939 zu Jesendorf - Tüzen, 1936 zu Passee - Vor Wendorf, 1939 zu Wismar 1 - Wakendorf, 1936 zu Bäbelin - Warkstorf, 1938 zu Benz - Weitendorf b. Brüel, 1939 zu Sülten - Wendisch Mulsow, 1936 zu Kirch Mulsow - Wietow, 1936 zu Kletzin - Wipersdorf, 1936 zu Blankenberg - Wodorf, 1938 zu Robertsdorf - Wustrow, 1938 zu Rerik - Zarfzow, 1939 zu Ravensberg - Zarnekow, 1939 zu Züsow - Zweedorf, Hof, 1936 zu Zweedorf |

### Namensänderungen
- Wendisch Rambow, 1938 umbenannt in Klein Rambow, 1949 rückbenannt
- Alt Gaarz, 1938 umbenannt in Rerik